# Lilium nanum

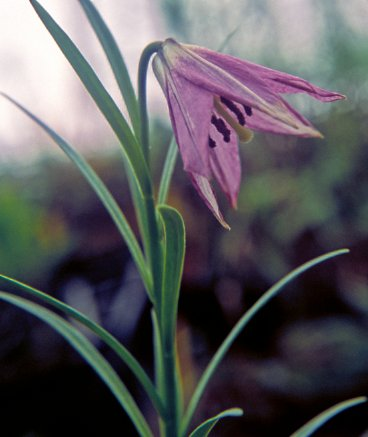
Lilium nanum.

Lilium nanum é uma espécie de planta herbácea perene com flor, pertencente à família Liliaceae. A espécie tem a altura variando entre 8–42 cm e floresce a uma altitude de 3 500 m e 4 500 m.
A planta é endêmica nas províncias de Sichuan, Tibete, Yunnan na República Popular da China, e também no Mianmar, no Nepal, Butão e Índia.